# 5. Armee (Nationale Volksarmee)
Die 5. Armee der NVA der DDR hätte es nur im Kriegsfall gegeben. Sie hätte sich aus den Verbänden des Militärbezirkes V Neubrandenburg zusammengesetzt. In der Struktur Motorisierte Schützen-, eine Panzerdivision sowie eine Vielzahl von Unterstützungsmitteln, auch aus dem Bestand der GSSD, Einheiten und Einrichtungen der materiellen, technischen und rückwärtigen Sicherstellung.
Ihr Platz und Rolle im Bestand der 1. Front, bestehend aus drei Armeen der GSSD und zwei aus der NVA:
An der Nordflanke der Front (Küstenrichtung) mit vier Divisionen den Abschnitt Dassow-Wittenberge und im Zusammenwirken mit der Volksmarine der DDR die Ostseeküste verteidigen. Die Führung der Front stand unter sowjetischem Kommando.
Für den Kriegsfall war die Ausgabe von Kernwaffen an die 5. Armee der NVA vorgesehen, die durch die Streitkräfte der Sowjetunion im Sonderwaffenlager Himmelpfort verwahrt wurden.

## Verbände und Truppenteile der 5. Armee in den 1980er Jahren
- 1. MotSchützen-Division „Potsdam-Eiche“
  - MotSchützen-Regiment 1 „Oranienburg“
  - Motschützen-Regiment 2 „Stahnsdorf“
  - Motschützen-Regiment 3 „Brandenburg-Hohenstücken“
  - Panzerregiment 1 „Beelitz“
  - Artillerieregiment 1 „Lehnitz“
- 8. MotSchützen-Division „Schwerin“
  - MotSchützen-Regiment 27 „Sternbuchholz“
  - MotSchützen-Regiment 28 „Rostock“
  - MotSchützen-Regiment 29 „Hagenow“
  - Panzerregiment 8 „Goldberg“
  - Artillerieregiment 3 „Rostock“
- 9. Panzerdivision „Eggesin“
  - Panzerregiment 21 „Spechtberg“
  - Panzerregiment 22 „Spechtberg“
  - Panzerregiment 23 „Stallberg“
  - MotSchützen-Regiment 9 „Drögeheide“
  - Artillerieregiment 9 „Karpin“
- 19. MotSchützen-Division (Mobilmachungsdivision der NVA) „Burg Waldfrieden“
  - MotSchützen-Regiment 30 „Burg Waldfrieden“
  - MotSchützen-Regiment 31 „Glöwen“
  - MotSchützen-Regiment 32 „Burg Waldfrieden“
  - Panzerregiment 19 „Burg Waldfrieden“
  - Artillerieregiment 19 „Klietz“
  - Komplexlager 25 „Grimme“
- 20. MotSchützen-Division (Mobilmachungsdivision der NVA) „Karpin“
  - MotSchützen-Regiment 33 „Murchin-Relzow“
  - MotSchützen-Regiment 34 „Murchin-Relzow“
  - MotSchützen-Regiment 35 „Murchin-Relzow“
  - Panzerregiment 20 „Murchin-Relzow“
  - Artillerieregiment 20 „Murchin-Relzow“
  - Komplexlager 15 „Murchin-Relzow“
- 94. Gardeschützendivision „Schwerin“
  - 204. Garde-MotSchützen-Regiment „Schwerin“
  - 286. Garde-MotSchützen-Regiment „Schwerin“
  - 288. Garde-MotSchützen-Regiment „Wismar“
  - 74. Garde-Panzerregiment
  - 199. Garde-Artillerieregiment „Wismar“
- Frontruppenteile des GSSD „Wünsdorf“
  - 138. Selbstständiges Panzerregiment „Güstrow“
  - 221. Selbstständiges Panzerregiment „Ludwigslust“

## Operationsplanung
Die 5. NVA-Armee war der 1. Front der Gruppe der Sowjetischen Streitkräfte in Deutschland (GSSD)  unterstellt.
Die stärkste Massierung der 1. Front lagen in der Stoßrichtung Norddeutsche Tiefebene mit der 2. Gardepanzerarmee und 3. Stoßarmee auf der Linie Wittenberge, Stendal bis Magdeburg und stand dem NATO-Heeresverband NORTHAG gegenüber.
Die operative Planung für den Einsatz der 5. Armee, die 1983, 1985 und 1988 überarbeitet war und defensive wie offensive Phasen aufwies, oblag dem Oberbefehlshaber der 1. Front. Bei der Alarmierungsstufe der Vollen Gefechtsbereitschaft wurde der Militärbezirk V von einem Armeestab und einem Kommando des Territorialen Militärbezirkes geführt.
Der Planungsrahmen, der in der Anfangsphase von einer Aggression der NATO ausging, sah vor, deren Verbände grenznah zum Stehen zu bringen und von dort aus in die Offensive überzugehen. In dieser Phase ging es darum, feindliche Sperren und Verteidigungsstellung zu überwinden und NATO-Verbände staffelweise möglichst schnell zu zerschlagen. Das Angriffstempo wurde mit 50 Kilometern pro Gefechtstag angenommen.
Um einen Angriff in den Flanken zu ermöglichen, wurde der Kampfverband der 1. Front in den 1980er Jahren um die 5. und 3. Armee vergrößert. Damit verfügte die 1. Front über fünf Armeen in der 1. Staffel und zwei Armeen in der 2. Staffel. Insgesamt 30 Divisionen plus Artillerie und Luftarmee. 1985 veränderte sich die Priorisierung von Angriff und Verteidigung. Der Gegner sollte mit Feuer von Land- und Luftstreitkräften niedergehalten werden, während hochbewegliche Mot-Schützen- und Panzerkräfte in die Tiefe vorstoßen. Diese Operationen sollten durch Luftlande- und Luftsturmtruppen im Rücken der gegnerischen Truppen unterstützt bzw. ermöglicht werden.
Die 5. Armee als Eckpfeiler der 1. Front stand den NATO-Armeegruppen LANDJUT in Schleswig-Holstein und NORTHAG in Niedersachsen gegenüber. Durch starke Schläge sollte das I. NL-Korps aufgebrochen werden, bis am zweiten Kriegstag die polnische Armee auf dem Schauplatz eingeführt werden konnte. In der Phase 2 sollten die 19. und 20. MotSchützendivision, zusammen mit den sowjetischen selbstständigen Panzerregimentern 138 und 221, nach Überwinden der Elbe im Abschnitt Boizenburg-Hitzacker gegen das I. NL-Korps eingesetzt werden.
Die 9. Panzerdivision hatte dabei die Aufgabe, die Verteidigung des I. NL-Korps auf einen vier Kilometer breiten Angriffssektor bei Bienenbüttel, in der Mitte zwischen den beiden Mot-Schützendivisionen westlich von Bad Bevensen, endgültig zu durchbrechen. Hauptstoßrichtung der 5. Armee bildete der Abschnitt Evendorf-Uelzen. Am Ende sollte der Abschnitt Schneverdingen-Winsen an der Aller am Tag 2 eingenommen sein.
Die 8. MotSchützen-Division und die 94. Garde-MotSchützen-Division sollten im Rahmen der Jütländischen Operationsrichtung einen Deckungsabschnitt am Elbe-Lübeck-Kanal beziehen, bis die 1. Polnische Armee ihren Einsatzraum erreicht hatte.

### Aufmarsch und Angriffsrichtung

#### Planungen bis 1985
Die 5. Armee sollte zunächst gemeinsam mit drei sowjetischen Armeen die Linie von Wittenberge bis zur Küste halten. Anschließend sollten anrückende polnische Verbände, zwei Tage nach Beginn der Feindseligkeiten, die Linien verstärken, so dass die 5. Armee mit den übrigen Teilen der 1. Front zum Angriff auf westdeutsches Gebiet übergehen konnte. Operatives Ziel der Armee sollte dabei die Deutsch-Niederländische Grenze bei Ahaus sein, die man innerhalb von einer Woche erreichen wollte.

#### Planungen ab 1985
Ab 1985 wurde für die 1. Front und die 5. Armee eine defensive Strategie festgelegt nach der sie, gemeinsam mit sowjetischen Kräften, die Linie Dassow – Lenzen halten und gegnerische Landungsversuche aus der Luft und von See her verhindern sollte. Erst nachdem große Teile der angreifenden NATO-Armeen geschlagen worden wären, sollte zum Angriff übergegangen werden.